# 7139 Цубокава
7139 Цубокава (7139 Tsubokawa) — астероїд головного поясу, відкритий 14 лютого 1994 року.
Тіссеранів параметр щодо Юпітера — 3,232.
Названо на честь Цубокави (яп. つぼかわ(坪川) цубокава).